# Escuela de Aviación del Ejército (Argentina)
La Escuela de Aviación de Ejército «Coronel Arenales Uriburu» (Ec AE) es una escuela militar cuya misión es formar a los aviadores del Ejército Argentino. Está ubicada en el Aeródromo Militar Campo de Mayo, Guarnición de Ejército «Campo de Mayo», Campo de Mayo, Provincia de Buenos Aires.

## Historia
El 10 de agosto de 1912, el Presidente de la Nación doctor Roque Sáenz Peña firmó el decreto por el que se creaba la Escuela de Aviación Militar, gracias al generoso aporte del Aero Club Argentino que brindó gratuitamente su parque aerostático, sus elementos, asesoramiento y profesores. 
El lugar donde se instaló el instituto era un terreno que había pertenecido a la Compañía Aérea Argentina y que ésta cedió, situado en El Palomar, provincia de Buenos Aires. Breve, pero fecunda, su trayectoria comienza revelando la comprensión visionaria de toda la ciudadanía, que sin distinciones prestó su apoyo material para que la Aeronáutica Militar Argentina no fuera un sueño y se convirtiera en una brillante realidad, brindando luego el apoyo moral que alentó sus primeros intentos y premió sus posteriores hazañas. Así se llegó al 9 de agosto de 1920, en que, de acuerdo con los planes establecidos, se inauguró un curso de instrucción preliminar para inaugurar el de instrucción de pilotaje el 20 de diciembre. En aquel curso, donde los Avro 504 K. habían reemplazado a los H. Farman 50 HP, revalidarían sus títulos de “Conductor de Aeroplano” con el de “Piloto Militar” creado a partir de esa oportunidad, los suboficiales que aún se mantenían en actividad de vuelo y que se desempeñaron, a la vez, en carácter de instructores: SI (S) Liborio Fernández, Dante Ferrari, Próspero Sianja y Pedro Méndez. 
La propuesta de la Dirección del Servicio Aeronáutico del Ejército, creado el 16 de marzo de 1920 y del cual dependía la Escuela, lo informado por la Dirección General de Ingenieros y por el Estado Mayor del Ejército, formalizaron el decreto del Poder Ejecutivo, del 23 de enero de 1922, por el cual se disolvía la Escuela Militar de Aviación que desde 1912 venía formando al personal de Aviadores y Pilotos Militares, con fecha 31 de enero de ese año y se creaba el Grupo N.º 1 de Aviación a partir del 1 de febrero. Las funciones del plantel disuelto fueron transferidas a la naciente unidad, que quedó integrada por la Plana Mayor y sendas escuadrillas de Observación, de Caza y de Bombardeo, Sección Fotografía, Parque Aeronáutico y Sección Entrenamiento. La Jefatura del Grupo fue confiada al MY Jorge B. Crespo, que ya lo era en la Escuela, y al TP Florencio Parravicini Diomira, la Sección Entrenamiento que reemplazaría en sus funciones a la disuelta Escuela.
En 1927 ante la importancia adquirida por la Aviación Militar, un decreto del Poder Ejecutivo creaba la Dirección General de Aeronáutica con la categoría de Gran Repartición.
Ese mismo año se crea en Córdoba la Fábrica militar de Aviones, ya que si bien se fabricaban aviones desde los inicios de la aviación en nuestro país, tales como los Castaibert o los Mira y desde 1916 existía un taller en la escuela que no sólo reparaba sino que llegó a construir máquinas, la fabricación no estaba racionalizada ni regulada. Es por ello que un Decreto del Poder ejecutivo da forma a una sentida necesidad al crear la Fábrica y encargar la Dirección de la misma a los Ingenieros Domingo Salvá y Francisco de Arteaga el 10 de octubre de 1927.
El 6 de octubre de 1935 el Poder Ejecutivo sancionaba la Ley N° 12.257, creándose el Escalafón de Oficiales y Arma de Aviación del Ejército Argentino, así como también una nueva Escuela de Aviación Militar en la Provincia de Córdoba, inaugurada hacia finales de 1936. Esta sería la piedra fundamental para el proceso de independencia institucional de la Aeronáutica Militar, la cual culmina el 4 de enero de 1945 con el decreto  N° 288/45-BAP N°1. Este decreto estableció la Secretaría de Aeronáutica creando una nueva Fuerza en igualdad de condiciones con la Armada y el Ejército Argentino. La Escuela de Aviación Militar no estuvo exenta del éxodo hacia la nueva fuerza. 
Si bien el Ejército Argentino continuó operando aeronaves después de 1945, su personal se capacitaba en el ámbito civil. El arma de artillería utilizaba aeronaves para la observación del tiro, por lo cual la Escuela de Artillería comenzó a dictar cursos para dichas misiones, por lo que el Ejército Argentino resolvió ofrecerle a aquellos Oficiales y Suboficiales que tuviesen la habilitación de piloto y certificaran tener un mínimo de 50 horas de vuelo, la aptitud especial de "Piloto de Ejército". 
Para 1957 el director de la Escuela de Artillería coordinó con la Dirección de la Escuela de Aviación Militar, la formación de nuevos Aviadores Militares para el Ejército, egresando para finales de noviembre del mismo año. Los mismos se destacarían volando Piper L-21B para observación del tiro de Unidades de artillería.
Tanto la Fuerza Aérea Argentina, como la Armada Argentina formaron muchos de los aviadores y mecánicos del Ejército durante la década del 60.  En octubre de 1973 el Comando de Aviación de Ejército crea la División de Instrucción de Vuelo, un nuevo Elemento para la formación de los aviadores del ejército. En sus inicios empleó aeronaves que ya estaban en la orgánica del Comando de Aviación de Ejército, como el Pipper L-21 B, Cessna U-17 y Fairchild Hiller FH-1100, que después fueron siendo reemplazados por los Bell H-13 Sioux, Hiller UH-12ET RAVEN, Cessna T-41 D Mescalero. Comenzaron a emplearse simuladores avanzados para apoyar a la instrucción. 
En el año 1986 se estableció un sistema de intercambio con la Armada Argentina del año 1986, donde la Armada formaría los pilotos de avión de ambas Fuerzas y el Ejército los helicopteristas. también comenzó a incorporar a sus cursos personal de las fuerzas de seguridad y luego extranjeros, Chile, Venezuela, Paraguay y Uruguay.
En el año 1987 pasó a llamarse Departamento Escuela de Aviación del Ejército y en el año 1989, en el Decreto Nro 1288 del entonces Presidente de la Nación Dr Carlos Saúl Menem, crea la Escuela de Aviación del Ejército como elemento independiente del Comando de Aviación de Ejército.
En el año 1992 se incorporó una nueva herramienta de incalculable apoyo a la educación, el entrenador Cicaré SVH-3, el cual permitía a los alumnos adaptarse al vuelo del helicóptero antes de comenzar sus primeras horas de vuelo. De estos, se adquirieron dos entrenadores y durante el año 2016 uno de ellos fue reemplazado por un SVH-4, el cual generó un cambio drástico en el empleo al contar con tecnología de punta.
En el año 2007, se implemento el Curso Básico Conjunto de Aviador Militar (CBCAM) donde la Fuerza Aérea se encargaría de la formación de los Pilotos de Avión, de las tres Fuerzas Armadas, resolución que dio pie a que en el año 2009 se estableciera que todos los pilotos de helicóptero de las tres Fuerzas sean formados por la Escuela de Aviación del Ejército en el Curso Conjunto de Piloto de Helicóptero (CCPHEL). Los Aviadores de la Armada y la Fuerza Aérea se formarían en sus respectivas escuelas y el Ejército formaba a sus aviadores, en el mes de agosto de cada año, las tres fuerzas enviaban sus aviadores para realizar el CCPHEL, el cual duraba seis meses y se dictaba en aeronaves UH-1H Huey del Ejército.
Durante el año 2012, con la llegada de los Bell 206 Jet Ranger se despidió a los UH-12 Hiller y con ello se produjo un cambio en la organización del material a emplear durante los tres cursos dictados en la Ec AE. Los cursantes de Ejército, durante el curso de Aviador Militar, volaban en Bell 206 y al iniciar el CCPHEL pasaban a UH-1H, mientras los pertenecientes a la Armada, Fuerza Aérea y los Pilotos Técnicos que se incorporaban a la Ec AE en agosto realizaban el curso de Bell 206. Esto se mantuvo hasta el año 2019, cuando se unificó todo en un solo curso designado "Curso Básico Conjunto de Piloto de Helicópteros" (CBCPHEL), donde durante todo el año los oficiales de las tres fuerzas se formarían en los Bell 206 B3 y AB206 B1, estos últimos adquiridos en Italia.
Hoy en día el Instituto ha maximizado su rendimiento articulando en los distintos cursos el empleo de simuladores de avión monomotor, bimotor, Bell UH-1H, Bell UH-1H II y Entrenador Táctico de Aviación en Red.
Desde 2019 la Escuela depende de la Dirección de Educación Operacional.

## Curso Conjunto de Pilotos de Helicópteros
El Curso Conjunto de Pilotos de Helicópteros (CCPHEL) es un conjunto de lecciones de vuelo en helicóptero militar impartido por la Escuela de Aviación del Ejército. Fue creado por el Ministerio de Defensa en 2009 y depende en forma funcional del Estado Mayor Conjunto de las Fuerzas Armadas (EMCFFAA). Su función es formar a los pilotos de helicópteros de las tres Fuerzas Armadas con las mismas técnicas, además de compatibilizar las necesidades de las mismas, a fin de economizar los medios.
El Curso se imparte con helicópteros Bell 206B-3 Jet Ranger III, que se incorporaron en 2012 para reemplazar a los antiguos Hiller UH-12T.